# 최규웅
최규웅 (1990년 5월 28일 - )은 대한민국의 수영 선수이다. 2012년 제9회 아시아 수영 선수권 대회 남자 평영 100m에서 은메달을 땄으며, 2012년 런던 올림픽에 대표 선수로 참가했다.